# Барбье-де-Мейнар, Шарль
Шарль Адриен Казимир Барбье-де-Мейнар (фр. Charles Adrien Casimir Barbier de Meynard, 6 февраля 1826[…], Стамбул — 31 марта 1908[…], VII округ Парижа) — французский востоковед и историк.

## Биография
Барбье-де-Мейнар родился 8 февраля 1826 года на борту корабля, следовавшего из Стамбула в Марсель.
С 1854 года служил в качестве консула в Персии. Возвратившись во Францию спустя год (или более) сделался профессором турецкого языка в парижской Школе современных восточных языков. После смерти знаменитого Жюля Моля в 1876 году Барбье-де-Мейнар занял кафедру персидского языка в Коллеж де Франс, которую в 1885 году переменил на кафедру арабского языка. В то же время Барбье-де-Мейнар был избран в члены Академии надписей и изящной словесности.
Умер 31 марта 1908 года в Париже.